# 솅겐 협정

솅겐 협정에 가입한 유럽 연합 회원국
현재는 가입되어 있지 않으나, 솅겐 협정 가입이 법적으로 의무화된 유럽 연합 회원국
솅겐 협정에 가입하지 않은 유럽 연합 회원국
솅겐 협정에 가입한 유럽 연합 비회원국
사실상 솅겐 협정에 가입한 유럽 연합 비회원국
국경 심사가 필요 없는 유럽 연합 비회원국

솅겐 협정(영어: Schengen Agreement)은 유럽 각국이 공통의 출입국 관리 정책을 사용하여 국경 시스템을 최소화해 국가 간의 통행에 제한이 없게 한다는 내용을 담은 협정이다. 이 조약이 적용되는 국가의 영역을 솅겐 지역이라고 한다.

## 개요
이 조약은 벨기에, 프랑스, 독일, 룩셈부르크, 네덜란드 5개국이 1985년 6월 14일에 프랑스, 독일과 국경을 접하고 있는 룩셈부르크의 작은 마을 솅겐 근처 모젤강에 떠 있던 선박 프린세스 마리아스트리드 호(Princesse Marie-Astrid) 선상에서 조인하였다. 또한 5년 후에 서명한 솅겐 협정 시행 협정은 솅겐 협정을 보충하는 내용이며, 협정 참가국 사이의 국경을 철폐할 것을 규정하고 있었다. 솅겐 협정이라는 용어는 이 두 문서를 총칭하는 것으로도 사용된다.
아일랜드와 영국을 제외한 모든 유럽 연합 가입국과 유럽 연합 비가입국인 EFTA 가입국 아이슬란드, 노르웨이, 스위스, 리히텐슈타인 등 총 26개국이 조약에 서명하였다. 솅겐 협정 가맹국들은 국경 검사소 및 국경 검문소가 철거되었고, 공통의 솅겐 사증을 사용하여 여러 나라에 입국할 수 있다. 이 조약은 EU 이외 국민의 거주 및 취업 허가는 포함하지 않는다.
조약의 목표는 솅겐 국가(Schengenland)란 이름으로 알려진 솅겐 영역 안에서 국경 검문소, 국경 검사소를 폐지하는 것이다. 솅겐 국가는 유럽 연합(EU, 당시엔 유럽 공동체(EC))과는 별개의 것으로 알려져 있다. 또한 솅겐 지역 내에서는 4개의 EU 비가입국이 있고 영국이나 아일랜드 등 참여를 안하는 EU 국가 등도 있으나, EU의 비중이 더 강함을 알 수 있다. 그 후 계속해서 다른 나라와도 조약이 체결되어, 현재 가입국 숫자는 26개국이다.

## 구성국과 실시 현황
1985년 체결된 조약은 솅겐 지역 활성화를 위해 준비하는 과정에서 제정되었다. 그 후 1990년 6월 19일에 체결된 솅겐 실시 조약(Schengen Convention, 정식 명칭 Convention applying the Schengen Agreement of 14 June 1985 between the governments of the states of the Benelux Economic Union, the Federal Republic of Germany, and the French Republic on the gradual abolition of checks at their common borders), 베네룩스 경제 연합, 독일 연방 공화국 및 프랑스 공화국 정부간, 각국이 공유하는 국경 관리를 단계적으로 폐지하는 것과 관련하여 1985년 6월 14일 솅겐 합의에 관련한 조약)이라 불리는 솅겐 지역을 실현하는 조약이 만들어지게 되었고, 최초 문서가 작성되어 교환되었다.

### 구성국
체결된 해와 날짜 그리고 국가명은 다음과 같다.
- 1990년 6월 19일: 벨기에, 독일, 프랑스, 룩셈부르크, 네덜란드
- 1990년 11월 27일: 이탈리아
- 1991년 6월 25일: 스페인, 포르투갈
- 1992년 11월 6일: 그리스
- 1995년 4월 28일: 오스트리아
- 1996년 12월 19일: 덴마크, 핀란드, 아이슬란드, 노르웨이, 스웨덴
- 2000년 5월 29일: 아일랜드, 영국 (아일랜드와 영국은 국경 통제의 폐지에는 합의하지 않고 솅겐 정보 시스템(SIS)만 실시하고 있다.)
- 2004년 5월 1일: 키프로스, 체코, 에스토니아, 헝가리, 라트비아, 리투아니아, 몰타, 폴란드, 슬로바키아, 슬로베니아
- 2004년 10월 26일: 스위스
- 2007년 1월 1일: 불가리아, 루마니아
- 2008년 3월 1일: 리히텐슈타인
- 2013년 6월 1일: 크로아티아

### 예외
가입국 내에 있지만, 다음 지역은 조약의 대상에서 제외되었다.
- 독일: 헬골란트섬(Helgoland)
- 프랑스: 프랑스의 해외 데파르트망과 해외 영토
- 네덜란드: 아루바, 보네르섬, 퀴라소, 사바섬, 신트마르턴, 신트외스타티위스섬
- 노르웨이: 스발바르 제도. 그중 얀마옌섬은 조약에 포함됨.
- 덴마크: 그린란드 및 페로 제도: 정식으로는 솅겐 지역에서 제외되었으나, 실질적으로는 통합된 것으로 보고 있다. 덴마크의 노동협약에서는 그린란드 및 페로 제도와 솅겐 가맹국 사이를 왕래하는 사람들은 국경에서 검사 대상이 아니라고 규정되어 있기 때문이다. 즉 the Traditional Free Movement of Persons acquis of the European Community(가칭: 전통적 유럽 공동체에서의 사람의 자유이동)은 그린란드 및 페로 제도에서는 적용되지 않는다.

### 실시 현황
- 1995년 3월 26일: 벨기에, 프랑스, 독일, 룩셈부르크, 네덜란드, 포르투갈, 스페인
- 1997년 10월 26일: 이탈리아
- 1997년 12월 1일: 오스트리아
- 2000년 3월 26일: 그리스 (다만 명목상 1997년 12월 8일에 실시한 것으로 되어 있다.)
- 2001년 3월 25일: 덴마크, 스웨덴, 핀란드, 노르웨이, 아이슬란드
- 2007년 12월 21일: 체코, 에스토니아, 헝가리, 라트비아, 리투아니아, 몰타, 폴란드, 슬로바키아, 슬로베니아
- 2008년 12월 12일: 스위스
- 2011년 12월 19일: 리히텐슈타인
- 2023년 1월 1일: 크로아티아
- 2024년 3월 31일: 루마니아, 불가리아 (하늘과 바다를 대상으로 하며 육로는 2025년 1월 1일부터 대상이다.)

키프로스는 현재 실시가 보류되었으며, 모나코, 산마리노, 바티칸 시국 및 안도라는 솅겐 협정의 회원국은 아니지만, 솅겐 협정의 회원국을 경유해야만 국경을 통과할 수 있기 때문에 사실상의 회원국으로 취급한다. 모나코를 제외하면 솅겐 비자를 발급할 수 없다.

## 솅겐 협정의 법적 근거

### 솅겐 협정
일반적으로 '솅겐 협정'이라는 것은 다음의 두 가지 협정이다.
- 1985년 "당사국의 국경에서 검사의 단계적 철폐에 관한 베네룩스 경제 동맹 국가, 독일과 프랑스의 각 정부 간의 협정(제1차 솅겐 협정)
- 1990년 "당사국의 국경에서 검사의 단계적 철폐에 관한 베네룩스 경제 동맹 국가, 독일과 프랑스의 각 정부 간 1985년 6월 14일 솅겐 협정을 시행하는 협정(2차 솅겐 협정)

이 두 협정은 "솅겐 아키(Acquis de Schengen)의 정의에 관한 이사회 결정 '으로 유럽 여러 공동체 관보에 게재되어 있다. 또한 이 두 협정은 유럽 연합 (EU) 솅겐 관련 규정의 제2차 법의 핵심이다. 세 번째 관련 협정에 2005년 서명 프륌 조약이 있다. 프륌(Prüm) 조약은 솅겐 협정과 같은 서명국에 의해 서명 된 것으로부터 「제3차 솅겐 협정」이라고도 불린다.

### 솅겐 협정 관련법의 유럽 연합 편입
암스테르담 조약에서 솅겐 협정에 관한 법적 틀 이른바 솅겐 아키(Schengen Acquis)를 유럽 연합의 틀, 아키 코뮤노테흐(acquis communautaire)에 편입되었다. 특히 유럽 연합 이사회 공동 결정 절차 에 따라 유럽 연합 이사회와 유럽 의회가 솅겐 협정에 설치되어 집행위원회의 기능을 상속했다. 이에 따라 솅겐 협정에 참가 요건을 정하는 법령은 유럽 연합의 입법 기관에서 표결에서 제정되게되었다. 또한 원래의 솅겐 협정 자체도 유럽 연합의 틀에서 개폐가 이루어지도록 되어 있으며, 수정시에는 서명국에 의한 비준이 필요없게 되었다. 따라서 유럽 연합에 가입하지 않은 솅겐 협정에 가입한 국가는 솅겐 협정 관련 규정의 개정에 참여할 수 있는 기회가 거의 주어지지 않는다. 이런 나라가 선택할 수 있는 행동은 실질적으로 제시된 규정을 승인하거나 솅겐 협정에서 탈퇴하거나 하나 밖에 없는 것이다. 또한 유럽 연합에 가입을 신청하고자하는 국가는 유럽 연합 측에 동참하고, 솅겐 지역 이외의 경계에 관한 정책이 협정의 기준을 충족하도록 되어 있다.

### 유럽 연합의 기본 조약에서 솅겐 규정
유럽 연합 기본 협약의 솅겐 협정 관련 규정의 법적 근거는 암스테르담 조약 제 2조 제 15 항에서 유럽 공동체 설립 조약에 삽입되어있다. 이 때 유럽 공동체 설립 조약 제4부(제61조 내지 제69조)로 새롭게 삽입 된 것이 「비자, 망명, 이민 및 기타 개인의 자유로운 이동에 관한 정책"이었다. 리스본 조약은 유럽 공동체 설립 조약이 유럽 연합의 기능에 관한 조약으로 개칭되는데, 아울러 이 부분은 제5부 '자유, 안전 및 공정의 공간'이 되고, '일반 규정, 국경 망명 이민 관련 정책, 민사 안건의 사법 협력, 형사 안건의 사법 협력, 경찰 협력"의 5개의 장으로 나누어져 있다.

### 유럽 연합(EU)의 관련 법령
솅겐 관련 법령에는 다음과 같다.
- 월경을 따른 개인의 이동을 관리하는 규정에 관한 공동체 법을 제정하는 유럽 의회 및 이사회 규칙(EC)No 562/2006(솅겐 협정 가맹국 출입국 규정)[3]-솅겐 협정을 시행하는 협정의 일부를 폐지하고 국경 관리와 제3국의 국민에 의한 입국의 요건을 상세히 규정하고 있다.
- 이사회 규칙(EC)No 539/2001[4] 솅겐지역 내에 단기 체류할 때의 비자의 취득에 대해서 국적으로 규정하고 있다.
- 이사회 규칙(EC)No 693/2003[5] 러시아 본토에서 칼리닌그라드 주에 횡단에 대해서 규정하고 있다.
- 외교 사절단 및 영사관원을 위한 비자에 관한 공통 영사 훈령[6]
- 사증의 통일 형식을 정한 1995년 5월 29일 이사회 규칙(EC)No 1683/95[7]
- 제2세대 솅겐 정보 시스템의 창설, 가동, 공용에 관한 유럽 의회 및 이사회 2006년 12월 20일 규칙(EC)No 1987/2006[8]- 제2세대의 솅겐 정보 시스템의 도입에 대해서 규정하고 있다.
- 이사회 규칙(EC)No 343/2003[9]-더블린 II라고도 불리며, 제3국의 국민에 의한 망명 신청을 어느 나라가 대처 하는지를 규정하고 있다.
- 위원회 규칙(EC)No 1560/2003[10]-더블린 II규칙의 적용을 위한 상세 절차를 규정하고 있다

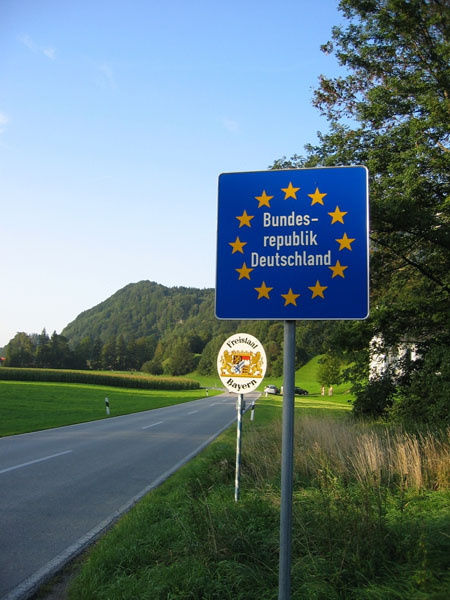
솅겐 가입국 국경의 풍경. 독일과 오스트리아의 국경에는 검문소는 없고, 여기서부터 독일 영토라는 내용의 간판만이 있다.

## 솅겐 협정의 내용

### 인적, 물적 이동의 자유
솅겐 협정의 주된 내용은 유럽 각국이 공통의 출입국 관리 정책을 사용하여 국경시스템을 최소화해 조약 가입국 간 인적, 물적 이동을 자유롭게 하는 것이다.
솅겐 협정이 제정되기 전, 서유럽 여러나라 국민은 국민 ID카드와 여권을 국경에서 제시한 뒤에 주변국가로 이동할 수 있었다. 타지역의 국민은 여권에 추가로 비자가 필요한 상황에서는 방문하는 유럽의 각 국가별로 취득하지 않으면 안되었다. 국경 검사소의 비대해진 네트워크가 대륙을 길게 둘러싸면서, 필요한 서류작성 겸 그에 따른 심사로 인해 인적 및 물류에 의한 교류 및 교역에 시간이 걸림에 따라 막대한 비용이 발생하게 되었다.
솅겐 협정에 의해 가입국 간의 국경 검사는 폐지할 필요가 없어진 것에 머무르지 않고, 가입국의 솅겐 바깥에 대한 국경 검사 정책을 통일한다는 의미도 있다. 이것은 이 국가가 받아들이는 것은 가능하더라도 타국에는 들어갈 수 없는 인물이 편법을 이용하면 양쪽에 입국 가능하기 때문에 매우 곤란한 문제이기도 하다. 예를 들어 만약 입국 기준이 통일된 것으로 간주하면 이민자는 가장 입국이 쉬운 국경을 통과하여, 직접 입국하려던 나라로 아무 제한 없이 갈 수 있다.

### 솅겐 정보 시스템(SIS)과 범죄 예방
솅겐 지역 내에서 발생한 범죄수사에 대응하기 위해 가입국 각국 경찰들은 스트라스부르에 설치된 솅겐 정보 시스템(SIS)을 통해서 범죄자, 행방불명자 등의 정보를 공유하였다. 이로 인해 각국이 등록인물의 배경에 대해서 정보를 갖게 되어, 그 인물이 특정 가입국에서 다른 나라로 이동하더라도 각국 경찰들은 정보를 계속 얻을 수 있게 되었다.
이전에는 경찰의 긴급추적을 받게 된 범죄자는 어떻게든 국경을 넘으면 경찰이 더 이상 추적할 수 없다는 것을 알고 있었기에 도주에 대한 가능성이 많았다. 그러나 솅겐 협정 아래에서 경찰은 그대로 국경을 넘어 추적을 계속할 수 있게 되었다.
솅겐 협정은 범죄자에 의한 느슨한 국경검사의 악용을 최소화하기 위해 이것에 관련 정책영역에서 각국 법령을 일치시키는 것을 목표로 하고 있다. 예를 들어 마약에 관련해서 네덜란드와 프랑스의 정책은 서로 달랐기에, 네덜란드에서 마약을 구입해 프랑스로 운반해 가서 암시장 등에서 판매하는 것은 두 국가 간에 국경 검사소가 있지 않다면 매우 간단한 일이었다. 이 마약 관련 정책이 달랐기에 프랑스는 조약 실시후에도 일정기간 베네룩스 여러나라에서 프랑스로 입국하는 입국자에 대해 국경 검사소를 유지하자는 주장을 했었다.

### 일시적인 국경 설치 사례
예외적으로, 가입국이 만약 자국의 안전에 관련한 것으로 보이는 상황과 판단이 생기면 단기적으로 국경 검사소를 설치하는데, 조약 2.2항에 의해 인정되었다.
- UEFA 유로 2004 개최시 포르투갈, UEFA 유로 2008 개최시 오스트리아, UEFA 유로 2012 개최시 폴란드가 검사소를 설치.
- 프랑스가 D-Day(제2차 세계 대전 중 연합군이 프랑스 노르망디에 상륙한 날인 1944년 6월 6일) 60주년 기념식 전에 설치.
- 프랑스가 2005년 7월 2005년 런던 폭탄 투척 사건 후 일시적으로 설치.

영국은 솅겐 지역은 아니었지만, 즉 프랑스, 영국 국경 검사소는 사건 전부터 항상 가동하고 있었는데도 불구하고 설치하였던 것. 폭파범 중 1명은 항상 프랑스를 통해 각국을 오갔으며, 로마에서 처음으로 체포.
- 핀란드는 2005년 8월 헬싱키의 올림픽 스타디움에서 실시된 2005년 세계 육상 선수권 개최시에 설치.
- 이탈리아가 G8 제노바 정상회담 시에 설치.
- 2015년 11월 파리 테러 발생 후 지속적으로 설치.
- 코로나19 범유행 시기에 거의 모든 솅겐 협정 가입국에서 한시적으로 설치.

## 솅겐 협정과 유럽 연합
노르웨이, 아이슬란드 및 스위스를 제외한 모든 솅겐 협정 가입국은 EU의 멤버이기도 하다. 한편 EU 가입국 중에 영국, 아일랜드는 솅겐 협정에는 서명하지 않기로 결정했다. 영국은 국경 검사소를 계속 유지할 것을 희망했다. 아일랜드는 솅겐 협정과 같은 내용을 가진 공동여행구역(Common Travel Area)에 관련된 조약을 영국과 맺고 있었기에 만약 영국이 솅겐 협정에 서명한다면 아일랜드도 동조한다고 표명하였다.
또한 무엇보다도 국민 ID 카드를 발행하지 않은 것도 있어서, 조약에 가입하는 것이 아무 이점이 없는 것도 이유였다. 덴마크도 국민 ID 카드를 발행하지 않았으나, 전국민에게 부여된 CPR(Central Person Register) 번호에 따라 여러 가지 행정서비스를 받고 있었다.
영국은 역사적으로 살아있는 동물을 갖고 들어오는 것에 대해 엄격한 규칙을 운영하고 있기에 국경 검사를 느슨하게 하지 않았다. 영국의 여러 섬은 기타 거의 모든 유럽 여러나라와 다르게 광견병에서 안전하였다.
그러나 한편으로는 영국 및 아일랜드에 살고 있는 EU비가입국의 국민이 EU안을 이동하기 위해서는 영국 및 아일랜드와 솅겐의 비자를 따로 취득하지 않으면 안되었기에 만약 영국과 아일랜드가 조약에 서명한다면 커다란 편익을 받게 될 것이었다. 곧 영국과 아일랜드는 2000년 5월 29일 솅겐 정보 시스템(SIS)의 공용을 개시하였다.
스칸디나비아 여러 나라는 1952년 노르딕 여권 연맹을 체결하였고, 솅겐 협정과 비슷한 수준의 이동 편의를 제공하였다. EU 비가입국이었던 노르웨이와 아이슬란드가 조약에 서명하게 된 주요 이유였다.
무엇보다 유럽은 단일 시장 실현을 목표로 하고 있었기에, 솅겐 협정은 1985년 유럽 공동체에 있어 역내시장 통합 계획에 맞물려 들어가게 된 사람의 자유 이동에 관련된 일부였다. 그러나 영국 등의 반대로 인해 EU가입국간의 합의가 형성되지 않았기 때문에 이것에 불만을 느끼고 조기실현을 바라는 나라들이 EU와는 독립된 조약을 만들어 서명하게 된 것이 이유였다.
1997년 10월 2일에 서명되어 1999년 5월 1일에 발효된 암스테르담 조약에서는 유럽 연합 조약의 규정 일부와 솅겐 협정을 함께 집어 넣었기에 사실상 솅겐 협정은 EU의 일부가 되었다(당시 영국 노동당 정권이 반대를 철회했다). 그중에서도 유럽 연합 이사회가 솅겐 합의 아래 설치된 집행위원회를 대신하는 것이 특필되었다. EU에 대한 가입희망국은 승인을 받기 위해 EU외부에 대한 국경정책에 관련하여 솅겐 협정의 기준을 만족하지 않으면 안 되었다. 또한 EU 가입국이 아닌 솅겐 가입국에 있어서는 이 암스테르담 조약의 결과로 인해 이후 솅겐 협정의 방향에 관련하여 주장할 기회가 적어질 수밖에 없었다. 실제로 이러한 나라들은 눈앞에 제시된 의견이 무엇이든 찬성하거나, 아니면 조약에서 탈퇴하거나, 두 가지 중 하나를 선택하지 않을 수 없게 되었다.
즉 솅겐 협정은 유럽 연합 조약의 일부가 되었음에도, 실제로는 어떤 EU의 기관에 의해서도 체결되지 않았다. 그 때문에 조약의 민주주의적인 설명 책임에 관련해서 여러 가지 현안이 존재한다. 실제로 그리스는 조약에 서명하기 앞서 솅겐 정보 시스템의 합법성에 대해서 문제를 제기하고, 개인 정보에 대한 침해가 있지 않는가에 대해서 우려하였다.
또한 2005년 5월 27일 독일의 프륌(Prüm)에서 7개국이 참여한 솅겐 3 조약이 체결되었다. 독일, 스페인, 프랑스, 룩셈부르크, 네덜란드, 오스트리아 및 벨기에가 체결한 이 조약은 솅겐 협정과는 별도의 것으로 알려져 있으나, EU열외에서 공동으로 만들어진 암스테르담 조약이전의 솅겐 협정에 매우 가까운 조항을 가지고 있었다. 이 조약은 2004년 3월 11일에 발생한 2004년 마드리드 열차 폭탄 테러 이후에 EU에서 의론된 Principle of Availability(가용성의 원칙), 말하자면 각국 경찰 기관 사이에서의 모든 정보 교환을 전제로 하는 것이었다. DNA특징 및 지문, 차량, 테러리스트의 공격에 관련한 정보교환 및 항공 경찰관 도입, 솅겐 협정에서는 긴급 추적시에 한정된 경찰의 국경 통과에서의 대폭으로 권한을 확대한 것들이 들어간 조약이었다.

## 솅겐 협정 국가 내에서의 체류 규정

### 체류 규정과 비자
솅겐 비가입국의 국민은 솅겐 지역내에서의 체류기간이 제한되어있다. 한국 국적의 경우, 솅겐지역에서는 출국일 또는 출입국 단속시점 이전 180일동안 최대 90일간의 체류가 인정된다. 180일 사이에 여러번 솅겐 지역을 출입하는 가능성이 생기는 경우, 몇 차례 비자의 공여가 승인된다. 다만 이 시기 솅겐 지역에서의 체류는 총 90일까지밖에는 할 수 없다.
솅겐 가입국은 하나, 아니면 복수지역에서는 모든 가맹국에 대해 3개월을 초과하지 않는 단기체류를 위해 통일된 비자에 관련된 상세한 규칙을 가지고 있다. 솅겐 비자에서는 통과용과 단기체류, 여행용이 있고, 나라에 따라서는 비자면제국도 있다.
비자를 필요로 하는 나라의 사람들은 솅겐지역과 기타지역과의 국경에 이르러 공여된 비자를 제시하여 비자의 형식에 응하여 통과 및 체류를 요구받게 된다. 이 공통비자는 페스포트, 여행문서 및 소지자에게 국경을 통과하는 권리를 부여하는 기타 유효한 문서상으로 가맹국에 의해 첨부된 스티커 형식으로 부여받는다.
다만 공통비자를 단순히 신청하여 소지하는 것이 좋은 것만은 아니다. 만약 소유자의 체류목적과 조건이 동일하면, 특히 그 인물이 가지고 있을 법한 그 사람이 체류중 필요한 최소한의 생활수단이 솅겐 협정이 규정하는 통과, 입국조건에 일치하는 것이 필요로 하다.

### 솅겐 비자의 획득 절차
솅겐 비자의 획득에 있어 여행자는 다음의 절차를 거치지 않으면 안 된다.
1. 최초 주 목적지로 솅겐 가입국을 하나로 특정한다. 이로 인해 솅겐 비자신청의 판단책임을 가진 국가, 즉 신청에 앞서 대사관 및 영사관을 결정한다. 만약 복수의 나라를 방문할 예정이라면 솅겐지역 최초로 입국하는 대사관으로 가서 비자신청을 할 필요가 있다. 이상의 어떤 나라도 신청자의 나라에 있는 재외공관 및 영사관을 갖고 있지 않은 상황에서는 통상, 신청자의 나라에 존재하는 그 나라의 대리가 있는 다른 솅겐 가맹국의 대사관 및 영사관과 연락을 취해야 한다.
2. 솅겐 비자 신청서를 책임을 갖고 있는 대사관 및 영사관에 제출한다. 유효한 여권과 만약 필요하다면 솅겐 지역의 체류목적과 상황을 기록한 자료(방문목적, 체류기간, 채류장소)를 첨부하고 소정의 기입용지를 제출한다. 또한 체류 중 필요한 최소한의 생활수단, 즉 생활에 필요한 돈(체류기간 중 경비 및 거주장소, 또한 자국으로의 귀국비용)에 대해서 입증할 필요가 있었다. 신청자에게는 비자신청을 하는 이유를 구두설명하기 위해 본인이 직접 출두하라는 요청이 있을 수도 있다는 것을 염두에 둘 필요가 있다.
3. 최후로 여행자는 검역을 이유로 본국송환 및 체류중에 발생된 긴급의료조치에 관련한 비용을 보전하기 위해 최소한 30,000 유로의 여행보험에 가입할 필요가 있다. 여행보험 가입설명은 원칙적으로 솅겐비자의 허락이 떨어진 시기에 제출한다.

## 비판
솅겐 협정의 결과와 효과에 대해서는 1980년대부터 시민인권단체로부터 비판이 제기되어 왔다. 조약 국가간 국경통제의 폐지는 불법 이민자들에 대한 외부국경의 강화를 요구했다. 예를 들어, 폴란드의 유럽 연합 가입 전까지 독일의 동쪽 국경은 엄격히 통제되었다. 이러한 국경을 넘어가기 위해 자신들의 목숨을 걸고 비싸고 위험한 방법을 선택했다.
또한 한 국가가 외부 국경 통제를 소홀히 하면 다른 국가들에게도 피해가 가기 때문에 솅겐 협정 체결 국가 간의 분쟁도 있었다. 이탈리아 같은 경우에는 람페두사섬으로 들어온 불법 이민자들을 해방시킴으로써 그들이 독일, 오스트리아 그리고 다른 이웃 국가로 나아가게 방치하였다. 2011년 북아프리카에서 아랍의 봄 폭동이 있고 난 후 프랑스와 이탈리아간 솅겐 협정에 대한 긴장감이 맴돌았다. 2011년 이탈리아는 2만 명이 넘는 아프리카인들에게 6개월간 거주허가를 부여했고, 그 해 중순 프랑스는 이탈리아에서 출발한 이민자를 실은 기차를 막기 위해 국경을 봉쇄해 버렸다. 이탈리아는 프랑스가 솅겐 협정을 위반했다며 고발했고, 두 국가 모두 솅겐 협정 내부 구경에 관한 사항들을 수정할 수 있도록 촉구했다. 2011년에 또다시 약 5만 명이 넘는 아시아 불법이민자가 그리스 국경 지역을 통해 들어와 문제가 되었다.
테러와 관련해서도 문제점들이 제기되고 있다. 솅겐 지역 내에서는 사람들이 국경을 넘어 자유롭게 이동할 수 있기 때문에 테러리스트가 쉽게 확산 할 우려가 있어 국가 안보의 관점에서 심각한 문제가 있다. 일단 테러리스트가 입국을 하면 완만한 국경 심사로 인해 추적이 거의 불가능하다. 또한 테러리스트가 유럽 연합 회원국의 여권을 소지하고 있으면 더욱 자유롭게 왕래할 수 있었다. 2015년 11월 파리 테러의 주범인 모로코계 벨기에인 압델하미드 아바우드(Abdelhamid Abboud)의 경우에는 이슬람 무장 조직인 이슬람 국가에서 활동하고 있는 사진이 언론에 노출되었음에도 불구하고 국경 심사대를 여러 번 무사히 통과하였다는 사실이 밝혀지면서 솅겐 협정이 수정되어야 한다는 시민단체의 목소리가 더욱 커졌다.
이 같은 비판들에 대한 요구를 수용하여 앞으로 유럽 연합은 솅겐 협정의 동일한 해석,적용과 더불어 테러범과 불법이민자의 유입을 막기 위해 몇 가지 조약의 사안을 수정할 것으로 보인다.

## 같이 보기
- 유럽 합중국(U.S.E.)
- 암스테르담 조약
- 더블린 규약